# Alimento espacial

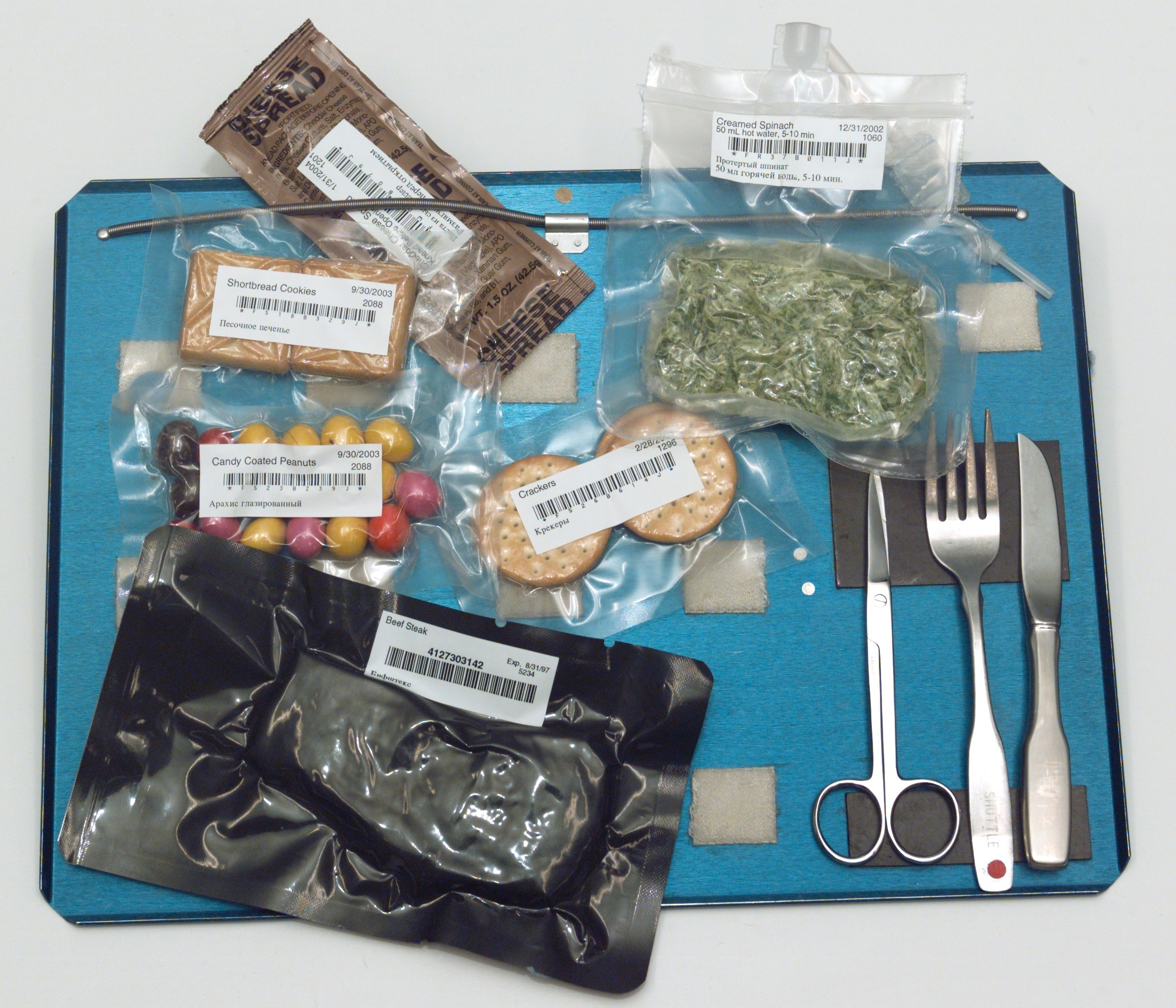
Paquete de alimentos empleado en la Estación Espacial Internacional. Es curioso observar cómo se emplean imanes, muelles y velcro para poder retener la cubertería y que no flote peligrosamente por el espacio de la cabina.

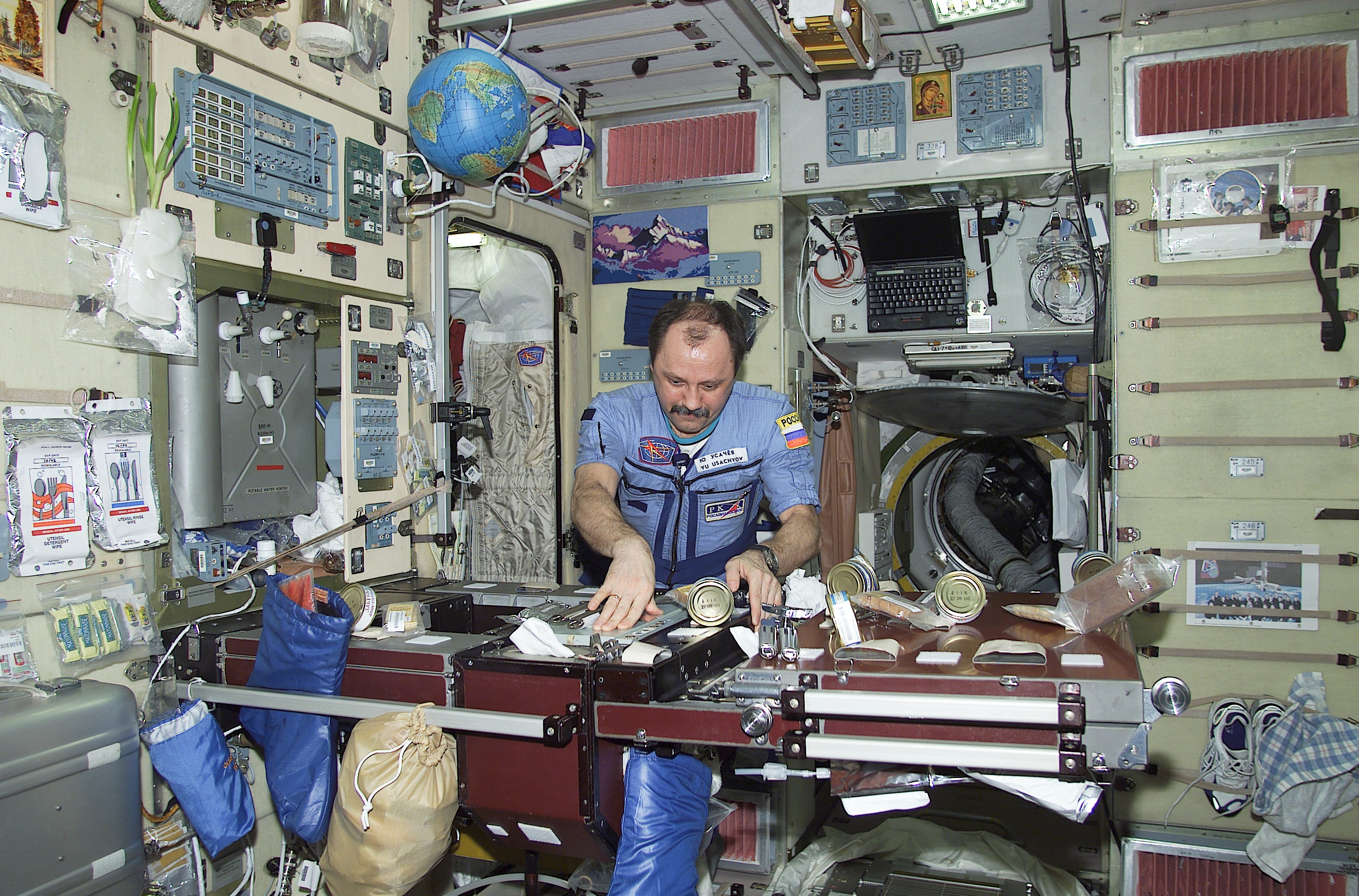
Cocina espacial.

El alimento espacial es un tipo especial de alimento, empleado para la nutrición de los astronautas en las misiones tripuladas al espacio. Fundamentalmente se trata de alimentos básicos que cumplen nutritivamente las necesidades medias de los astronautas en el espacio. En la actualidad es una preocupación la nutrición en el espacio debido a la nueva era que se avecina de viajes espaciales de larga duración.
La popularidad de los alimentos deshidratados a finales del siglo XX, era en parte debido a la era espacial, aunque hoy en día no es así. El objetivo de la alimentación espacial es poder ofrecer alimentos a los astronautas que cubran sus necesidades biológicas de energía a la par que resulten tan agradables como pueden serlo en la tierra Las mejoras en la alimentación espacial se han realizado durante la última parte del siglo XX.
Hoy en día los alimentos especiales forman parte de los estudios de la tecnología de los alimentos. En muchos casos se tienen que diseñar alimentos con requisitos especiales. Por ejemplo en condiciones de microgravedad algunos alimentos dejan migas, o las bebidas dejan gotas que pueden flotar en la cabina pudiendo dañar los equipos. Además los astronautas tienen cambios fisiológicos durante y después de los vuelos, algo a lo que la alimentación espacial debe enfrentarse como un reto. Los alimentos espaciales se preparan y se sirven de forma muy similar a los MRE (Meal, Ready-to-Eat) militares

## Historia de la nutrición espacial
El primer vuelo espacial humano lanzó la era de la nutrición espacial y corresponde con el lanzamiento del Vostok 1 el 12 de abril de 1961. El cosmonauta soviético Yuri Gagarin hizo una órbita alrededor de la Tierra, pero fue su compatriota Gherman Titov el primero en ingerir alimentos en el espacio (agosto de 1961). Por otra parte John Glenn un año después en el tercer lanzamiento del proyecto Mercury cuando se convirtió en el primer estadounidense que experimentó la sensación de ingravidez al ingerir alimentos: una salsa de manzana (compota). Los fisiólogos tenían ciertas dudas acerca de la posibilidad de tragar en un ambiente sin gravedad. Los sistemas de a bordo irían mejorando y la nutrición se tendría más en cuenta a medida que los vuelos se hacían cada vez más largos en el tiempo.
Los primeros alimentos llevados al espacio eran ricos por dos razones, la primera es que había muchos sistemas que proporcionaban agua suficiente como para hidratarlos (Las células de combustible del Apolo y del Shuttle producían agua), y otra es que la conservación era mayor. Los alimentos incluidos en la actualidad dentro de las estaciones espaciales ya están hidratados en gran parte. La funcionalidad de las presentaciones primaba en los comienzos, de esta forma se envasaban los alimentos en tubos, cubos, etc. Pronto surgiría la pregunta ¿Cuánta energía necesita un astronauta?, ¿Cambia el metabolismo en el espacio? La evolución de los alimentos espaciales va desde la preparación en tierra de pequeñas raciones, hasta los procesos de hidratación, a la cocina espacial. Todo en menos de varias décadas. Esta evolución es natural desde la perspectiva de la carrera espacial, ya que poco a poco se han alargado la duración de los viajes y se ha aumentado la habitabilidad, permitiendo la incorporación de hornos en las naves espaciales. La evolución de los sistemas de soporte a la vida permitirá cultivar alimentos en el espacio.

### Programa Mercurio

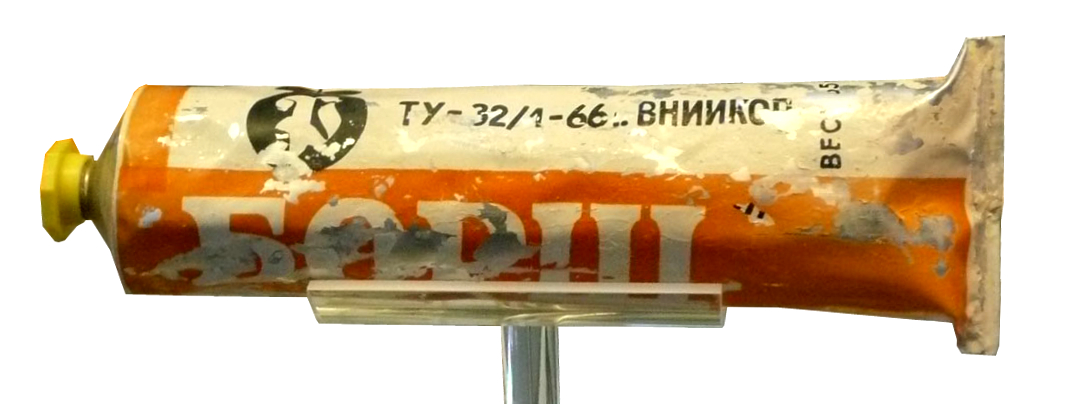
Tubo de la época espacial soviética, el tubo contenía una sopa rusa: borscht. Denominado "vodka" de forma jocosa entre los cosmonautas.

Durante las misiones del programa Mercurio (1961 - 1963) no había grandes requisitos de nutrición debido a que las misiones duraban escasamente hora y media. Las comidas se servían antes del vuelo. El proyecto fue uno de los primeros intentos estadounidenses de poner un hombre en el espacio mediante un vuelo suborbital. No obstante se realizaron experimentos fisiológicos en condiciones de microgravedad como puede ser masticar, tragar, beber y se empezó a sacar conclusiones. El primer estadounidense en comer en el espacio fue John Glenn que se sirvió de un tubo de aluminio de una salsa de manzana. La primera mujer fue la astronauta rusa Valentina Tereshkova en el Vostok 6.
El diseño de los alimentos se hizo con la intención de que su consumo no contaminara los dispositivos electrónicos de control existentes en la cabina de la nave. Los alimentos preparados durante este proyecto tenían el concepto de ser altamente densos en calorías, es decir muchas calorías en poco espacio de alimento procesado. Posteriormente se intentó mejorar el sabor de estos alimentos y hacerlos más apetecibles a los astronautas del programa mercurio.
Los primeros alimentos se servían en el proyecto Mercurio dos formas diferentes:
- Tubos- similares a los que se emplean hoy en día en los dentífricos, el alimento en tubos era uno de los más utilizados en los comienzos debido a que los astronautas aplicaban directamente a la boca el contenido de los mismos. Los tubos (elaborados de aluminio), a veces pesaban más que el contenido alimenticio que poseían en su interior, es por esta razón por la que se intentaron elaborar tubos de plástico.[11] El problema de los tubos era que la posibilidad de embutir alimentos en tubos no daba a una gran variedad de alimentos posibles.
- Aperitivos deshidratados en forma de cubos de pequeño contenido (no superior a un único mordisco) que alcanzaban casi el centímetro cúbico de tamaño.[12] Los alimentos se elaboraban con gelatinas especiales con el objetivo de que las migas (o restos) no flotasen dentro de los entornos de microgravedad y pudiesen dañar los equipos. Por regla general se empezaron a diseñar para que se hidratasen con la propia saliva. Los cubos estaban elaborados químicamente y poseían proteínas con un alto contenido de calorías y grasas de alto punto de fusión.

Las apariencias, las texturas y los sabores de estos alimentos espaciales en el Proyecto Mercury no eran adecuadas y eran frecuentes las quejas de los astronautas al respecto. Muchos de los alimentos volvían de las misiones intactos. Pronto se pudo ver que las raciones debían ser pequeñas para que se pudiera masticar lentamente las porciones. Se intentaron otros alimentos en polvo que se rehidrataban instantes antes de ser consumidos.

### Programa Gemini

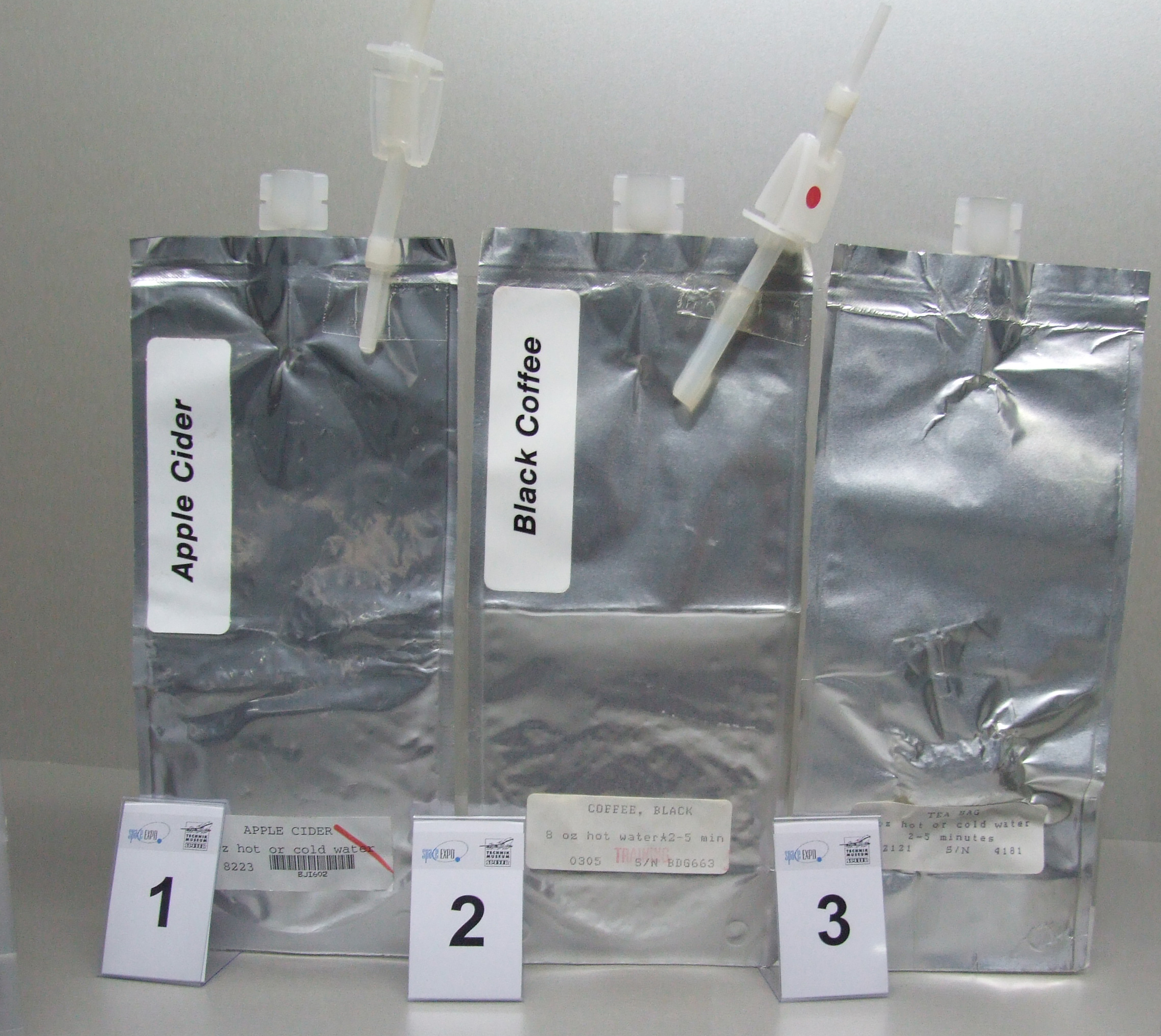
Bolsas de comida deshidratada, pueden verse los apliques para inyectar agua antes de ser ingeridos.

Durante los 10 vuelos del programa Gemini (1964 a 1966) se acumularon en total casi 14 días de vuelo en el espacio. Se hicieron mejoras tanto en el envase como en la variedad de alimentos empleados. Se hicieron esfuerzos en la mejora de los sabores y texturas de los alimentos deshidratados. Se incluyeron bebidas como el mosto, el zumo de naranja, etc. Los envases tenían aberturas por las que se introducía una cierta cantidad de agua mediante una manguera o pistola de agua. Tras la ingesta de los alimentos se introducían píldoras germicidas con el objeto de evitar que se pudriese el alimento durante la misión.
En la misión Gemini se empleó de forma extensiva la necesidad de reducir el volumen de los alimentos. Y finalmente se logró empacar una cantidad de 0,58 kg/día de comida deshidratada por astronauta de la tripulación, se repartía la comida en tres almuerzos y el menú rotaba cada cuatro días. Los menús se diseñaban con la intención de satisfacer las 2500 kcal/día de cada astronauta. Los controles sanitarios realizados dieron lugar a una forma de procesar los alimentos que hoy en día se emplea en la industria de alimentación, es la denominada HACCP (Hazard Analysis Critical Control Point: punto crítico de control de análisis de riesgos). Los alimentos en formas de cubos se emplearon durante la época del programa Gémini y la aceptación por parte de los astronautas era tan baja que algunos de ellos perdían peso.

### Soyuz (soviéticos)
Los soviéticos fueron los primeros en saber de la experiencia fisiológica de comer en el espacio. Además por el diseño de las misiones soviéticas los cosmonautas rusos estaban en el espacio por término medio más tiempo que sus homólogos estadounidenses. Se hicieron muchas investigaciones acerca de las condiciones de habitabilidad y nutrición en el espacio. Los períodos en la estación espacial Mir demostraron que el hombre era capaz de vivir en un entorno de microgravedad durante casi más de un año. Gran parte de los alimentos diseñados en la Roscosmos eran portados en latas.

### Programa Apolo
Las experiencias nutricionales que se tuvieron en los proyectos Gemini y Mercurio sirvieron para abordar el problema con más posibilidades en la misión Apolo (1968 a 1972). Este proyecto logró su objetivo de poner el hombre en la luna. Los alimentos al comienzo del proyecto se distribuían de forma similar al empleado anteriormente en el proyecto Gemini (hidratación de los alimentos mediante bombeo de agua), solo que la variedad del menú era mucho mayor. Aparecen por primera vez los recipientes termoestabilizados. 
La comida de un astronauta para una semana ocupaba el espacio de tres cajas de zapatos. A medida que fue progresando la nutrición y la longitud de los viajes se fue incluyendo alimentos en latas y envases flexibles esterilizados que permitían guardar los alimentos a temperatura ambiente durante largos períodos. Los astronautas del programa apolo fueron los primeros en disponer de agua caliente con la que re-hidratar los alimentos y poder tener mejores sabores en sus alimentos. El empleo de cubertería, en forma de cucharas especiales ("spoon-bowl"), se empleó por primera vez en el Apolo 8, este sistema se empleó posteriormente en el programa Apolo, Skylab, en el Apolo-Soyuz y en las primeras misiones del Shuttle. Por otra parte los alimentos servidos en el programa Apolo a los astronautas fueron los primeros que fueron irradiados.
Las barra alimenticia se introdujo por primera vez en el programa Apolo, la idea de este diseño era que no tuvieran que emplear las manos en su ingesta. Estas barras se componían de frutas y cereales prensadas en una capa de almidón comestible, este alimento se diseñó a partir de un flapjack. Se hizo un esfuerzo considerable por mostrar alimentos con una forma familiar para que resultara apetecible su ingesta. Los platos que tenían los astronautas que iban a la Luna eran, por ejemplo, café, cuadrados de beicon (tocino o panceta), cornflakes, huevo revuelto, crackers de queso, sándwiches de ternera, pudding de chocolate, butterscotch, ensaladas de atún, mantequilla de cacahuete, beef pot roast, spaghetti y frankfurters.

### Skylab

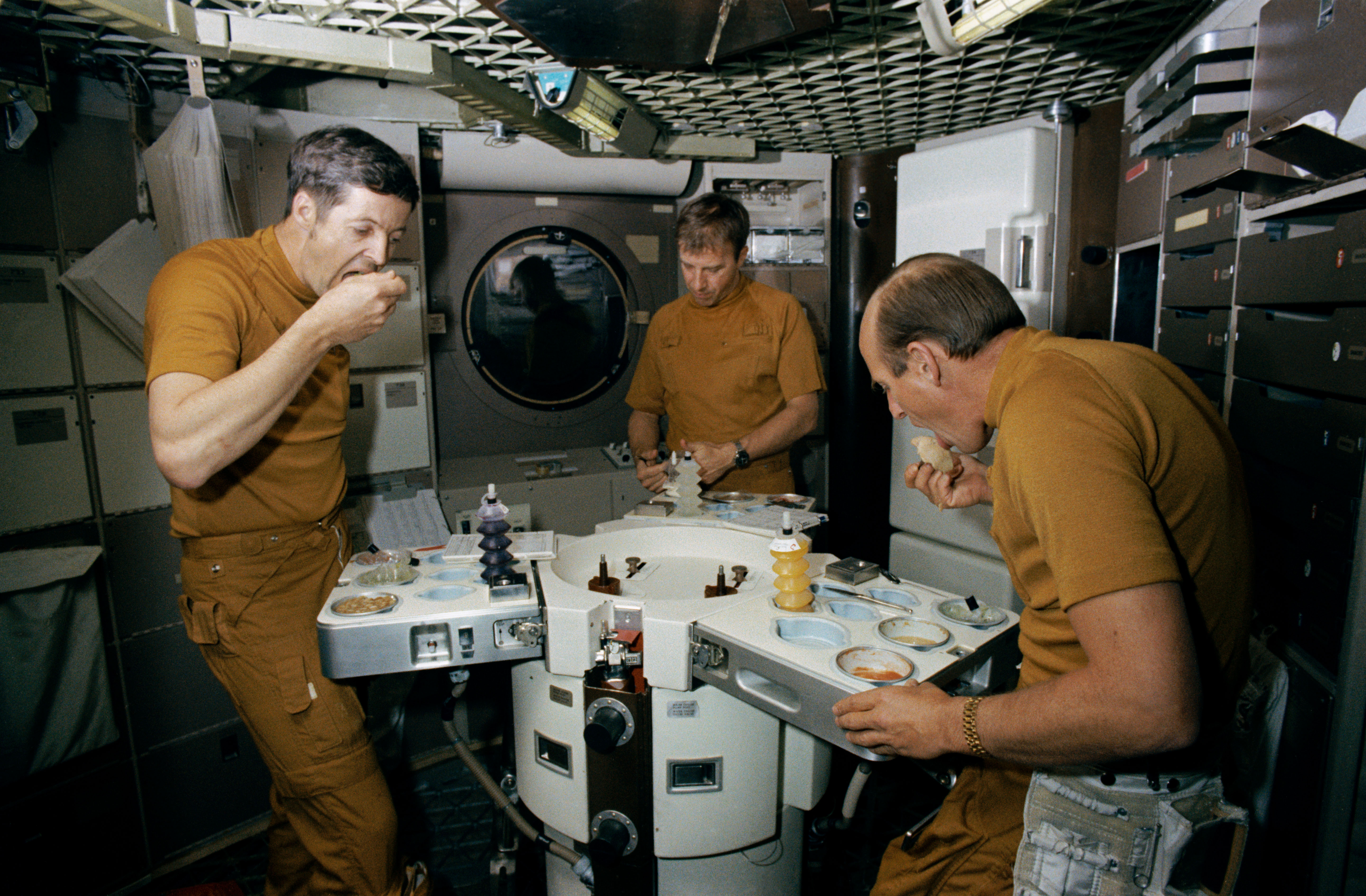
Astronautas del Skylab en pleno almuerzo.

El Skylab (1973 hasta 1974) fue la primera estación espacial estadounidense, y en ella se hizo (entre otros estudios) un extenso estudio del metabolismo humano en el espacio. En el Skylab se instaló un horno eléctrico y era posible preparar por primera vez comidas en el espacio, estableciéndose la primera cocina espacial. Se procuraba proveer a cada astronauta de una cantidad aproximada de 2.8 kCal por día. Se analizaron evoluciones de cerca de 37 nutrientes diferentes repartidos en menús de 56 días, se hizo seguimiento en los astronautas de seis nutrientes de 21 días antes del vuelo, así como 18 días después. Los alimentos del Skylab en el año 1973 eran de los más agradables realizados y diseñados por la NASA hasta esa fecha, había un menú de 72 platos que rotaban en ciclos de seis días.
La mayoría de los alimentos se enlataban en recipientes de aluminio con vidas de dos años, se diseñaban las latas para que soportaran cambios de presión de una atmósfera a un tercio.  Los alimentos enlatados mantenían sus propiedades incluso a temperaturas que rondaban los 54 °C. El Skylab era la primera nave que poseía neveras donde almacenar alimentos, de esta forma se podía comer helado, bebidas heladas e incluso alimentos congelados como langosta o filetes. La cubertería disponible a la hora de comer era más variada y alcanzaba desde tijeras (empleada para cortar los cierres), hasta tenedores. La cuarta misión del Skylab se extendió desde 56 hasta 84 días y la alta densidad de calorías de las barras alimenticias proporcionadas durante la misión aportaron casi la mitad de las calorías ingeridas por los astronautas.

### Programa del transbordador espacial
El programa del transbordador espacial (1981 hasta 2011), volvió al antiguo sistema de alimentos, sin refrigeradores ni neveras en las naves. La duración de los vuelos era además corto, comparado con los previos del Skylab. Se volvió al sistema antiguo de alimentos deshidratados, que se hidrataban con agua caliente o fría dependiendo del producto. La cantidad de agua y su temperatura dependía del producto. El resto de los alimentos correspondía a termoestabilizado, irradiados, presentados de forma natural (nueces, galletas) o parcialmente desecados (fruta seca). Las bebidas se presentaban en polvo y se re-hidrataban justo antes de ser bebidas. La novedad en este programa fue la incorporación de productos comerciales, lo que hacía más atractivo la ingesta de alimentos a los astronautas por ser alimentos "más familiares".
El menú del Shuttle ha sido el más variado de los programas anteriores: llegando a casi 350 ítems (20 tipos de bebidas), se mejoró la presentación mediante encuestas realizadas a los astronautas. Se diseñó un menú estándar para todas las misiones que permitía cambios personales adaptados a las preferencias de cada astronauta. Cada menú era analizado por un dietista y se contrastaba con los requisitos nutricionales de la misión. Las comidas eran a pesar de este esfuerzo, poco populares y quizás debido al estrés de las misiones, poco apetecibles.

### Colaboraciones espaciales
En la Estación Espacial Internacional (EEI) se pudo hacer de forma colaborativa menús entre los astronautas estadounidenses y rusos. Las primeras misiones de la Mir con EE. UU. empezaron a proporcionar duraciones largas en el espacio, una de las primeras se denominaba Long Duration Mission 1 (LDM-1) se componía de dos cosmonautas y un astronauta que en 1998 llegaron a convivir entre 112 y 188 días. Se emplearon parte de los diseños de la Shuttle y se puso como requisito que los alimentos durasen, por lo menos, cerca de 9 meses. Se incluyeron por primera vez en las etiquetas de los alimentos la fecha de caducidad. En la Mir había dos calentadores, en ellos se podía calentar el pan. 
En las primeras misiones conjuntas había incompatibilidad en las temperaturas máximas que alcanzaban los alimentos del shuttle y las máximas que proporcionaban los calentadores de la Mir (65 °C). Se diseñó un plan de cuatro comidas (etiquetadas con letras A, B, C, D) en un menú que rotaba cada seis días. los rusos planificaron un consumo de 2500 kcal en total a repartir entre tres comidas siendo un aporte extra de 500 kcal cada uno de los aperitivos. Cada 90 días se abastecía la tripulación con un sistema logístico denominado Multi-Purpose Logistics Module (MPLM).
Los menús llevaban incorporados las bandejas con todos sus componente listos para que no fuese una pérdida de tiempo montarlos durante la misión. Al contrario que en el Shuttle, la potencia eléctrica en la EEI provenía de los paneles solares y esto hacía que hubiese menos agua disponible en la misión. Es por esta razón por la que en las misiones de la EEI no se hace un esfuerzo tan importante en los alimentos deshidratados, siendo más importante el énfasis en los alimentos termoestabilizados.

## Nutrición espacial

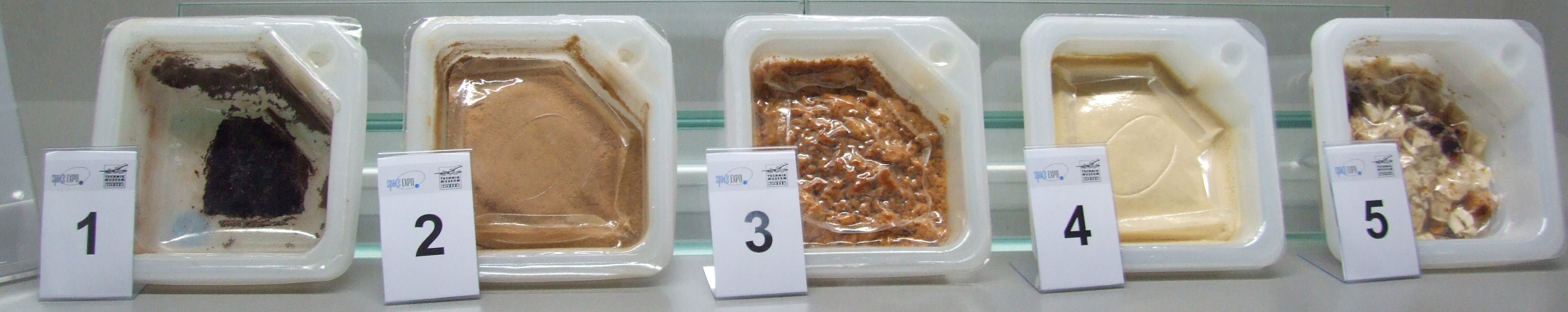
Lista de alimentos envasados en plástico al vacío: 1. té, 2. chocolate instantáneo, 3. huevos revueltos aliñados, 4. vainilla instantánea, 5. fideos con pollo; Technik Museum Speyer.

La nutrición en el espacio tiene muchas áreas de interés, se puede decir que el cálculo de las necesidades de nutrientes no son las mismas que una persona en la tierra (debido en parte a la ausencia de gravedad) y es por esta razón por la que es un dominio de interés en la investigación endocrinología, pero de igual forma en áreas como sistema inmunitario y sistemas musculoesqueléticos. Se sabe que las necesidades metabólicas de un astronauta son menores que las predichas en la tierra. En algunos casos la ingesta de líquidos está por debajo de lo normal. La experiencia de Skylab y la estación espacial rusa Mir hace hincapié en que la variedad de alimentos y la calidad son elementos importantes en el diseño de alimentos para los sistemas cerrados. La presencia reiterada en el espacio causa cambios fisiológicos en el ser humano, se ha demostrado una disminución de eritrocitos en sangre, un debilitamiento del sistema inmunitario, una falta de apetito, cambios cardiovasculares.

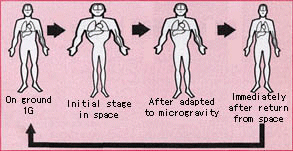
Cambios fisiológicos durante y después del vuelo.

Desde un punto de vista social en un ambiente de estrés, tal y como se supone en las misiones espaciales, los astronautas tienden a eliminar los almuerzos y a substituirlos por aperitivos ocasionales. El esfuerzo y las condiciones de habitabilidad hacen que se pierda el apetito y las condiciones nutricionales cambien por completo. Durante los primeros días del vuelo surgen problemas gastrointestiales debido a la incapacidad de liberar gases en condiciones de microgravedad, lo que afecta al apetito. Las diarreas son un problema habitual entre los astronautas. Se ha podido comprobar además que las mucosas intestinales reducen su eficiencia en la absorción de nutrientes.
Algunos reportes indican cambios de sabor detectados en algunos alimentos. Se realizaron experimentos basados en los cinco sabores detectando cambios en los niveles de detección, influenciados quizás la congestión nasal provocada por las condiciones de microgravedad. Las disminuciones de plasma en sangre hacen que entre los protocolos de regreso a la tierra los astronautas ingieran antes de regresar un litro de solución salina. Las condiciones de baja gravedad afectan a la composición de los huesos que pierden minerales, es por esta razón por la que las dietas de los astronautas es más rica en calcio y en fijadores del calcio (vitamina D y magnesio). No se han detectado cambios en la nutrición debido al género.
Las misiones de menos de 30 días tienen requisitos muy claros desde el punto de vista energético, un astronauta debe cumplir 2800 kcal/hombre /día con una ingesta de proteínas de 1g /kg de peso corporal y un consumo de lípidos tal que permita a un hombre mantener su peso, pero limitado a 150 g/hombre/día. Los contenidos de carbohidratos se reducen para que no se produzcan fermentaciones intestinales y se disminuya la masa de materia fecal. Los requisitos de agua son un poco mayores que los de una persona en un entorno con gravedad.

## Preocupaciones actuales
Las misiones planificadas tienen una duración de años y se investiga la posibilidad de cultivar los alimentos. Los requisitos iniciales de estos sistemas de alimentos son que se reduzca en lo posible el volumen, que sean nutritivos, agradables al paladar y que se reduzca lo más posible la generación de basura. La nutrición pensada durante este tiempo tendrá en cuenta cualquier contingecia como un desbalance fisiológico que pueda ocurrir en este periodo, como por ejemplo: debido a perdidas de peso, deshidratación, desequilibrio de electrolitos, perdida de calcio, descenso de eritrocitos, etc. Debe tener en cuenta la ingesta de micronutrientes de forma específica: por ejemplo, en EE. UU. la dosis diaria recomendada de calcio es de 1000 mg diarios y sin embargo en el espacio debe ser incrementada a 1200 mg, por el contrario la ingesta diaria de hierro debe ser disminuida de 18 mg a 10 mg.
Los sistemas de alimentación diseñados deberán atender no solo a las necesidades fisiológicas, sino también a posibles problemas psicológicos, tales como cambios de humor, irritabilidad, estrés, etc. La comida debe ser suficientemente sabrosa como para poder ser un elemento de sociabilidad dentro de las misiones. Se sabe que las misiones futuras durarán cerca de 2,5 años y el reto está en proporcionar alimentos que puedan durar comestibles cerca de tres años. Esto obliga a replantear los sistemas de almacenaje y de enlatado.
Las misiones tripuladas a largas distancias implican años de permanencia en el espacio. Esto supone aproximadamente 1000 días, sobre todo si se supone que si un astronauta come casi un kilogramo de comida: es necesario una toneleda/astronauta para poder satisfacer las necesidades alimenticias de una tripulación. Este requisito ha hecho pensar en lo que se denomina sistemas de soporte a la vida que pueden ir desde sistemas de producción de alimentos que emplean la producción de alimentos en el espacio mediante la agricultura, la entomofagia, etc.
Se han investigado materiales alimenticios como la formosa (una mezcla compleja de azúcares), otras investigaciones del pasado realizadas por los alemanes han pasado por convertir lípidos a partir de dióxido de carbono e hidrógeno (Proceso de Fischer-Tropsch).